# Harry Scott (hockey sur glace)
Pour les articles homonymes, voir Harry Scott.
Harry Scott (né le 30 novembre 1887 à Moncton au Canada — mort le 22 octobre 1954) est un joueur de hockey sur glace. Il a joué près de 110 matchs dans sa carrière que ce soit en amateur ou en professionnel.

## Biographie
Il commence la saison 1913-14 avec les Ontarios de Toronto avant de rejoindre l'équipe des Canadiens de Montréal qui termine à la première place de l'Association nationale de hockey pour la première fois en 1913-14 alors que l'équipe totalise treize victoires et sept défaites en vingt matchs. Cela dit, l'équipe termine à égalité avec les Blueshirts de Toronto. Les deux équipes étant à égalité, une série est jouée pour déterminer le vainqueur de la Coupe Stanley, la première série à laquelle participe l'équipe de Montréal. Le premier match est joué dans l'Aréna de Westmount le 7 mars 1914 et Georges Vézina, portier des Canadiens, arrête l'intégralité des tirs adverses pour une victoire 2-0. Le premier but de l'histoire des Canadiens en série est inscrit par Scott alors que Donald Smith vient doubler la mise. La tendance s'inverse lors du second match de la série avec une victoire 6-0 de Toronto, victoire qui leur donne la Coupe Stanley.